# Ebner von Eschenbach

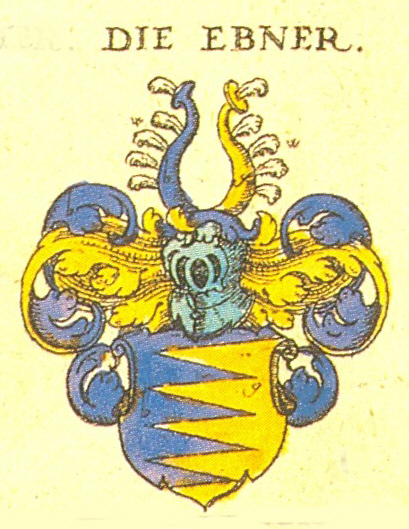
Das Wappen der Ebner

Die Ebner von Eschenbach (ursprünglich nur die Ebner) sind eine der ältesten Patrizierfamilien der Reichsstadt Nürnberg, erstmals urkundlich erwähnt im Jahr 1251. Die Ebner waren, mit kurzen Unterbrechungen, ab 1319 bis zum Ende der reichsstädtischen Zeit im Jahre 1806 im „Inneren Rat“ vertreten und gehörten nach dem „Tanzstatut“ zu den zwanzig alten ratsfähigen Geschlechtern.
Namensgebender Familiensitz ist der Herrensitz in Eschenbach bei Hersbruck (ca. 40 km östlich von Nürnberg gelegen). Dieser gehört der Familie bis heute, seit er 1508 (teils durch Heirat, 1528 teils auch durch Kauf) von den Harsdörffer von Enderndorf an sie kam. Seit 1525 haben sie das Kirchenpatronat über Eschenbach. 

## Geschichte

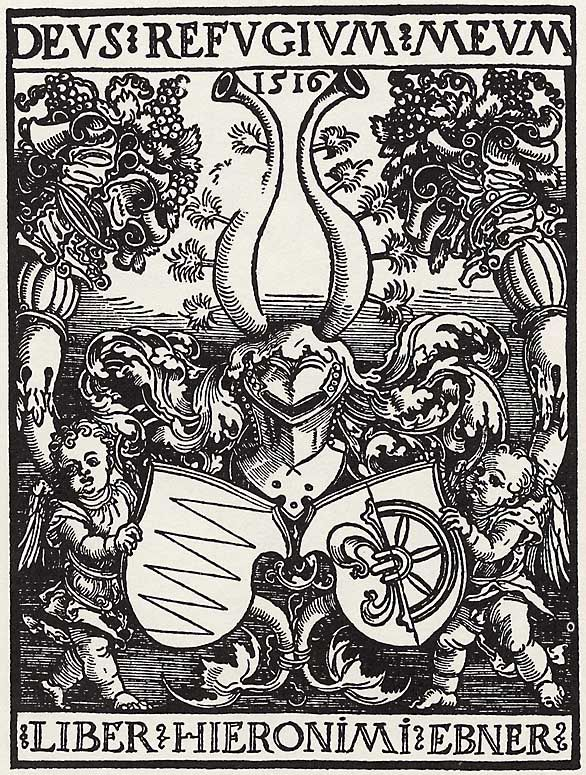
Exlibris des Hieronymus Ebner (1516) mit dem ehelichen Allianzwappen Ebner/Fürer, Holzschnitt von Albrecht Dürer, 1516

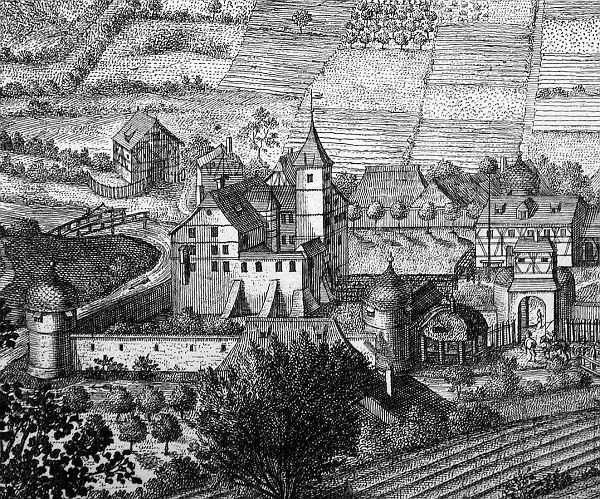
Schloss Eschenbach (um 1600)

Der Ursprung der Ebner liegt wahrscheinlich im Raum Nördlingen und Donauwörth, hier sind Mitte des 13. Jahrhunderts Mitglieder einer Familie Ebner belegt. Sie müssen schon früh zu Reichtum gekommen sein, da sie maßgeblich beim Bau des 1274 geweihten Klaraklosters mitwirkten und 1280 das erste Nürnberger Seelhaus am Paniersplatz errichteten. 
Ab 1319 gehörten sie zum „Inneren Rat“ und damit zum Nürnberger Patriziat. Sie mehrten ihren Reichtum unter anderem durch Finanzgeschäfte mit Kaiser Ludwig und erwarben Handelsprivilegien für den Bergbau in Ungarn sowie den Textilienhandel in Flandern. Der Fernhandel der Ebner wurde seit dem 14. Jahrhundert stark durch Geschäftsverbindungen nach Prag geprägt. Die Handelsgesellschaft Ebner-Muffel war schon zwischen 1377 und 1431 am Mittelrhein, in Flandern und im Karpatenraum belegt. 1511 erbte Ursula Harsdorfer, die Ehefrau des Hans Ebner, gemeinsam mit ihren beiden Schwestern die Kupferhammermühle in Enzendorf (Hartenstein). Ihr Mann erwarb noch im selben Jahr die Anteile der Miterben. Die Ebner besaßen zu dieser Zeit das Monopol auf böhmisches Kupfer aus Kuttenberg, das sie in Enzendorf, dem damals wichtigsten Nürnberger Hammer, verarbeiteten. Zu Beginn des Zweiten Markgrafenkrieges 1552 verbrannten markgräfliche Truppen am 27. Mai „Herrn Hannsen Ebners sitz unnd hutt“. Der Schaden am „herrnsytz, saiger, hutenwerck und hammerwerck“ sowie die Einbußen durch den Raub der Vorräte an Kupfer und Blech wurden auf 8000 Gulden beziffert. Hans Ebner starb 1553, Enzendorf wurde von seinen Kindern verkauft.
Ab 1508 erhielten die Ebner das Schloss Eschenbach bei Hersbruck durch Heirat und Kauf von der Patrizierfamilie Harsdörffer, die es 1403 von einer Adelsfamilie erworben hatte. Später, als viele Patrizierfamilien ihre Familiennamen nach dem Vorbild des Adels um Ortsbezeichnungen erweiterten, nannten sich die Ebner nach ihrem Sitz Ebner von Eschenbach. 1813 als Edle in den bayerischen Adel immatrikuliert, wurden die Ebner von Eschenbach 1825 in den bayerischen Freiherrenstand erhoben. Das Eschenbacher Schloss ist bis heute in ihrem Besitz.
Eine böhmisch-österreichische Familie Ebner, die anlässlich ihrer Erhebung in den böhmischen Ritterstand (als Ritter von Ebner) 1694 ihre Abstammung von dem Nürnberger Patriziergeschlecht behauptete, ohne dass hierfür Anhaltspunkte vorlägen, nahm ein Wappen an, welches an dasjenige der Nürnberger Ebner sowie der Stadt Nürnberg angelehnt war und als Helmzier die Büffelhörner der Patrizierfamilie verwendete. Die böhmische Familie wurde 1796 von Kaiser Franz II. in den erbländisch-österreichischen Freiherrnstand erhoben mit dem Prädikat «von Eschenbach». Zu dieser Familie gehörte Moritz von Ebner-Eschenbach, der Ehemann der Schriftstellerin Marie von Ebner-Eschenbach (1830–1916).

## Besitzungen (Auszug)
In und um Nürnberg herum hatten die Ebner große Besitzungen. Ihr Nürnberger Stammhaus lag
bis 1408 am Egidienplatz 7 (Später Tetzelhof). Unter anderem hatten sie folgende Besitzungen:
- ????–???? (vor 1279) Besitz und Zehnten in Regelsbach bei Rohr[4]
- ????–???? Besitzungen in Deutenbach bei Stein[5]
- ????–???? Besitzungen in Anwanden[6]
- ????–???? die Einöde Zwieselhof bei Rohr[7]
- ????–???? Besitz und Zehnten in Kottensdorf bei Rohr
- ????–1308 Schoppershof
- Schloss Eschenbach, seit 1508 im Besitz der Familie1329–???? Reutles[8]

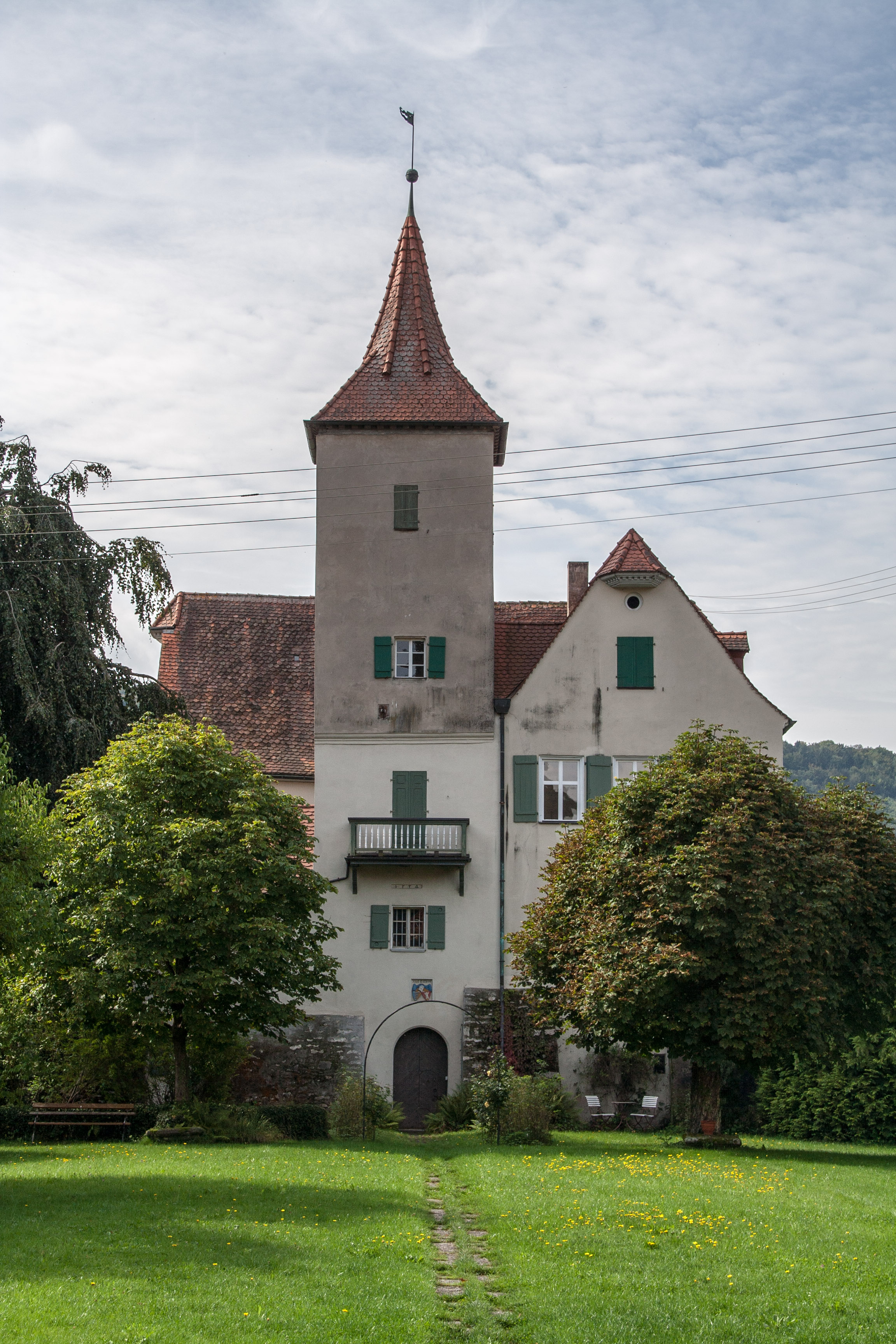
Schloss Eschenbach, seit 1508 im Besitz der Familie

- ????–???? (um 1370) Weiherhaus (Feucht)
- 1370–1403 (ca.) Kraftshof
- ????–???? das Baderschloß in Mögeldorf
- 1508–heute Herrensitz Eschenbach bei Pommelsbrunn[9]
- 1511–1553 befestigter Kupferhammer in Enzendorf
- 1529–1585/1699–1816 das Hammerschloss Hirschbach bei Amberg-Sulzbach
- 1535– ca. 1570 das Schloss Artelshofen
  - Artelshofen kam erneut 1748 an Hieronymus Wilhelm Ebner als Administrator der Tetzel-Stiftung; die von ihm gegründete Ebner-Stiftung zu Artelshofen wurde nach Aussterben seines Zweiges 1793 bis ca. 1810 von den Haller von Hallerstein verwaltet.
- ????–1568 das Doktorschlösschen in Mögeldorf (1972 abgebrochen)
- 1584–1590 den Herrensitz Strengenberg bei Rückersdorf
- ????–???? das Schloss Woffenbach[10] (Mitte 17. Jh.)
- 1658–1763 das „Kleine Schlösschen“ (Tolstoistraße 5–9) in Fischbach bei Nürnberg
- 1699–1763 den Herrensitz Grünreuth[11]
- 1700–1716 (ca.) den Kressenhof in Erlenstegen
- 1718–1809 den Voit-Ebner’schen Herrensitz in Erlenstegen
- 1713–1779 das Zeltnerschloß in Gleißhammer
- 1718–???? den Herrensitz Guttenburg bei Gräfenberg
- 1728–um 1730/50 den Herrensitz Schübelsberg in Nürnberg, Bismarckstraße 36
- 1728–1754 den Herrensitz Rechenberg in Nürnberg, Sulzbacher Straße
- 1730–1853 den Herrensitz Oedenberg (Lauf an der Pegnitz)
- 1755–1813 den Herrensitz Birnthon
- Besitz in Eibach und Leyh
- 1851–???? Burgruine Lichtenstein bei Pommelsbrunn

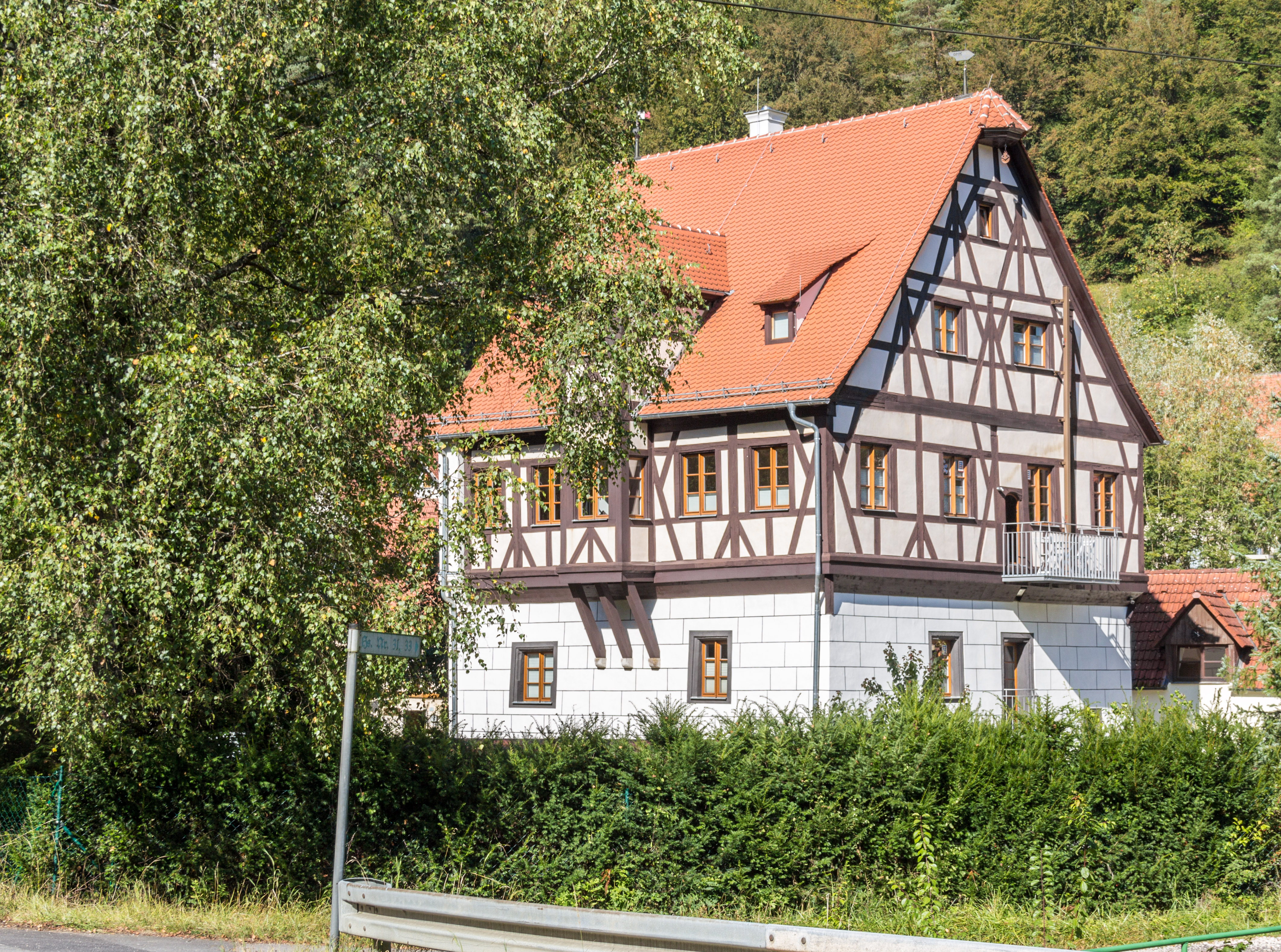
Hammerschloss Hirschbach
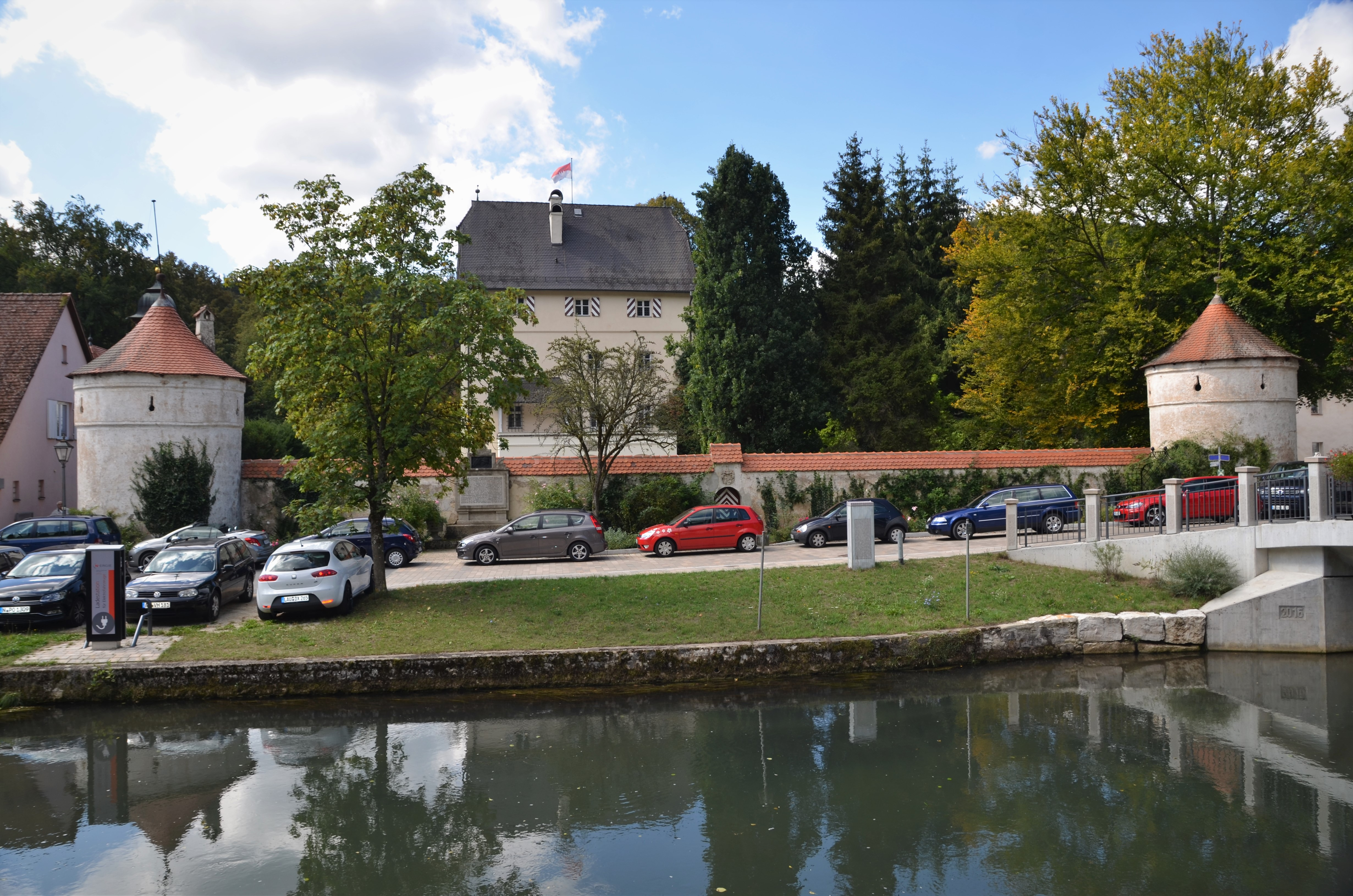
Schloss Artelshofen
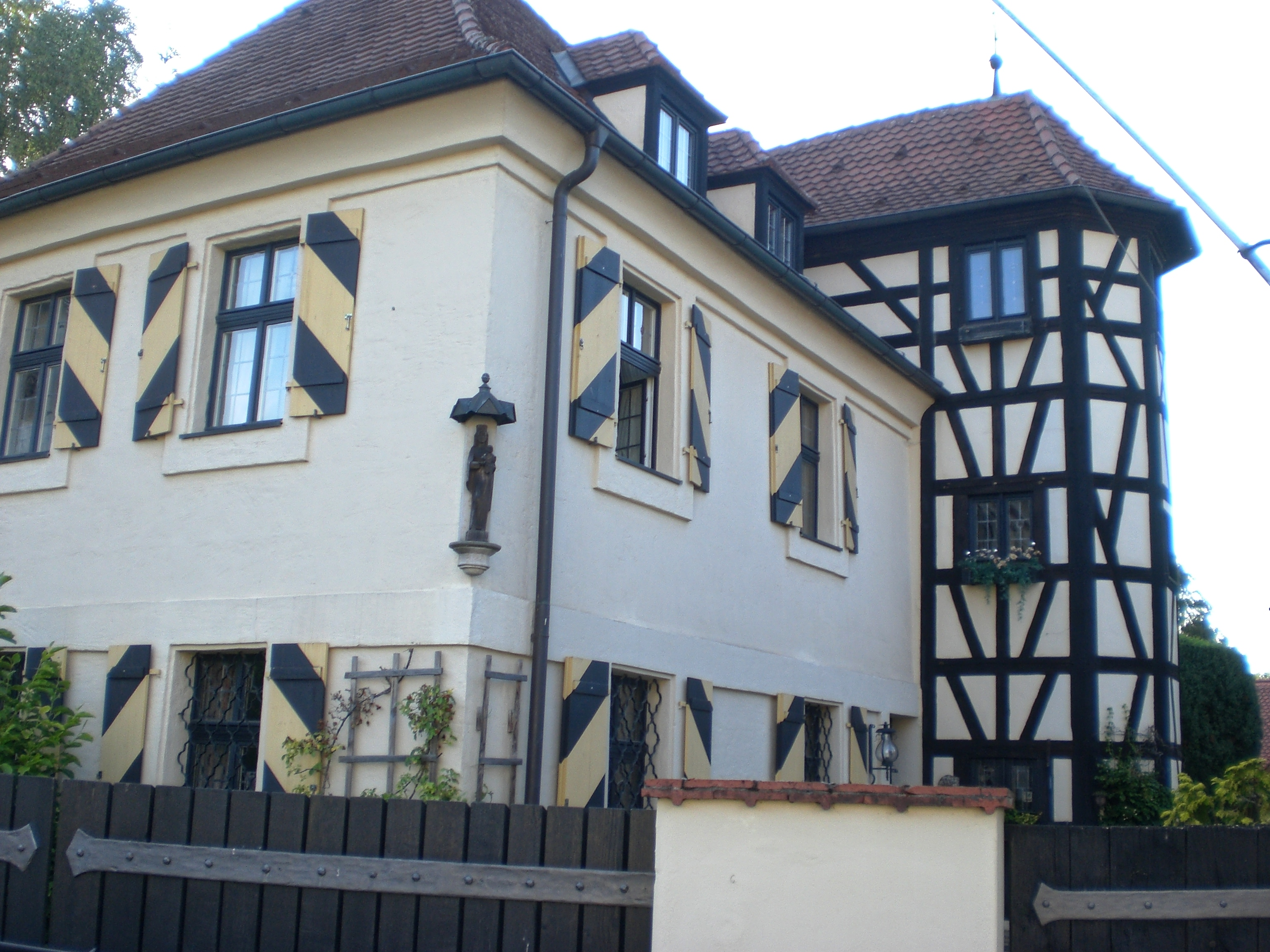
Herrensitz Birnthon

## Stiftungen
- Das erste Nürnberger Seelhaus am Paniersplatz (Friedrich Ebner, 1280)
- Zwei weitere Seelhäuser (um 1500) -->

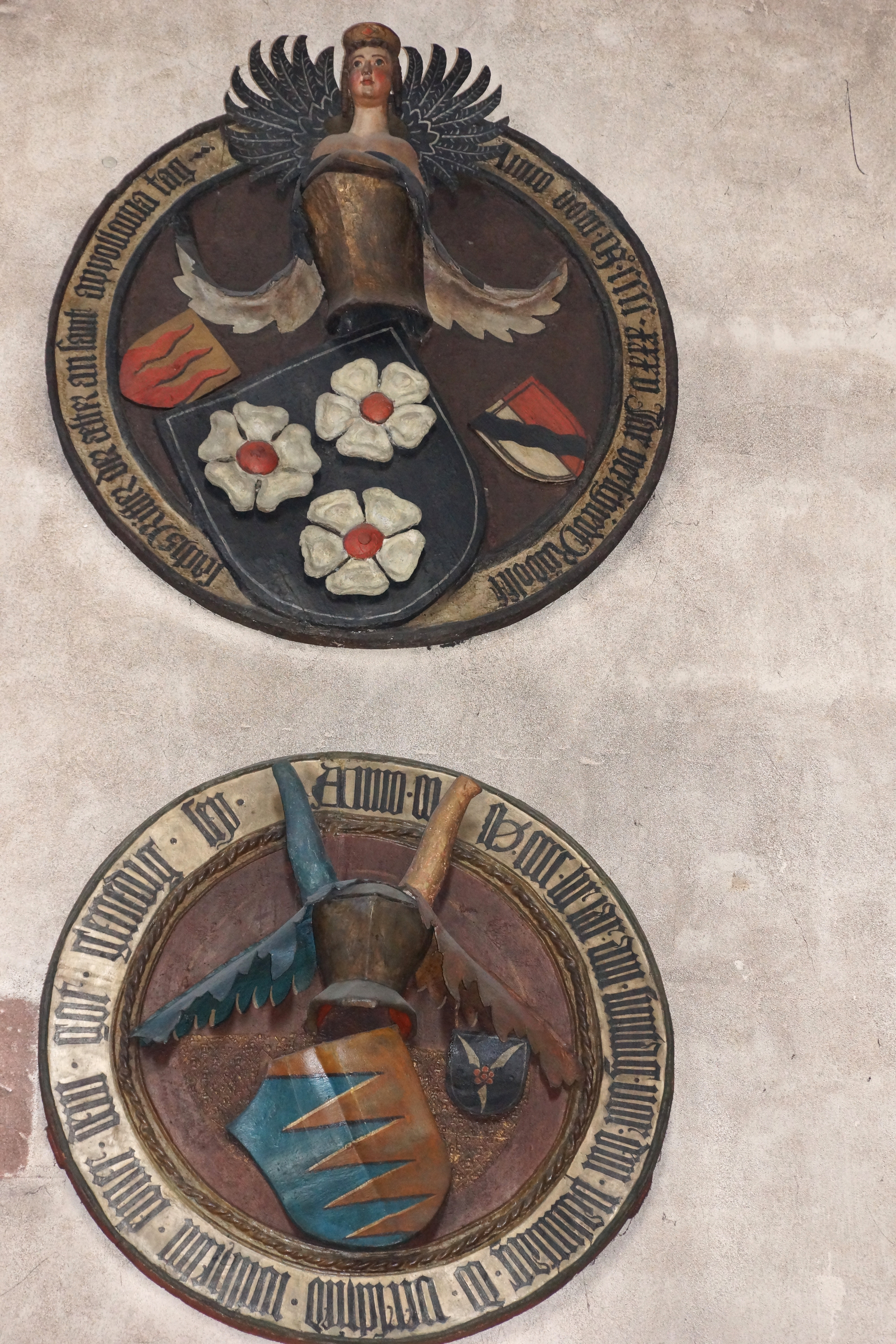
Epitaph des Wilhelm Ebner (unten) von 1464 in der Frauenkirche
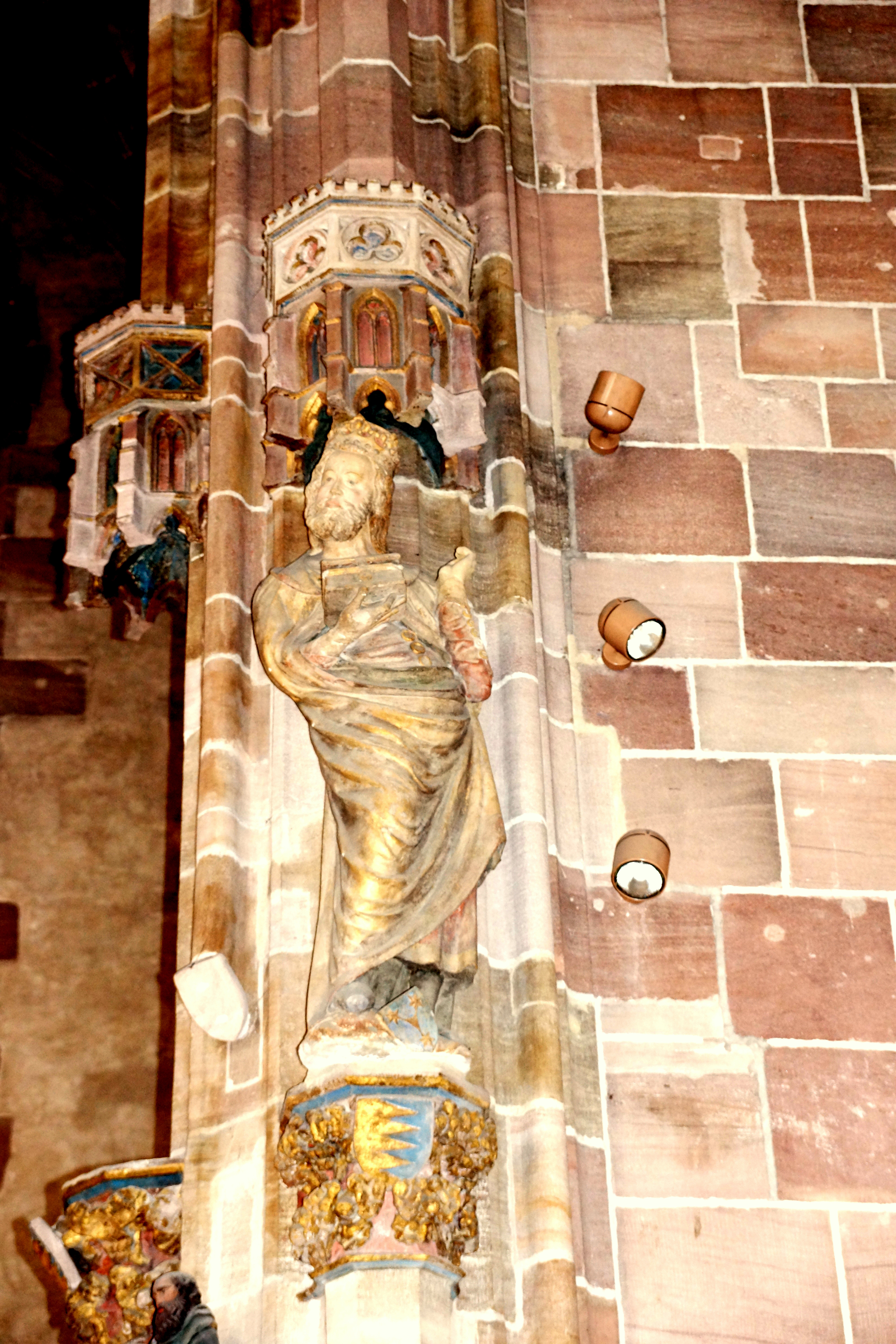
Statue mit Stifterwappen, Frauenkirche
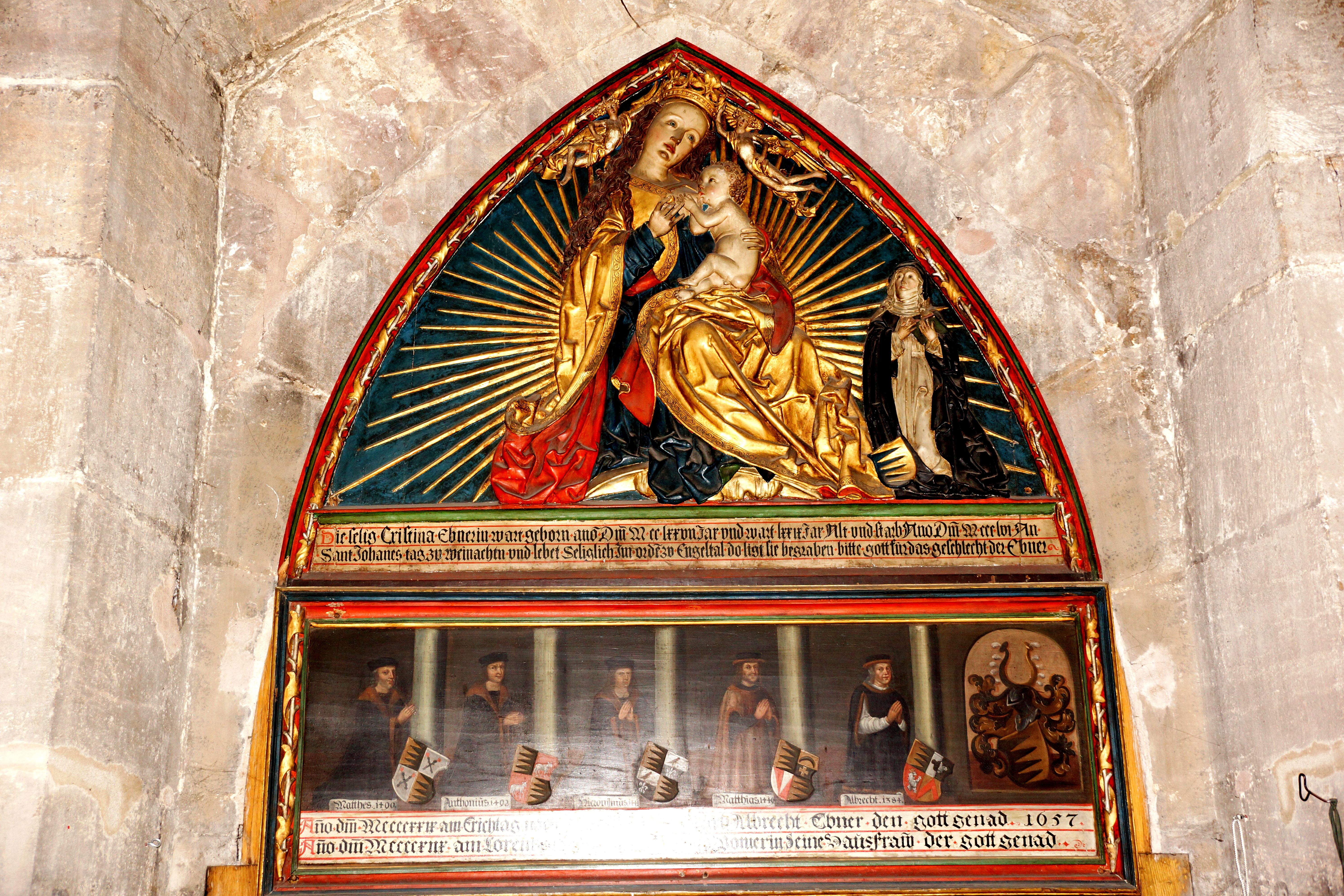
Epitaph für Albrecht Ebner († 1384) und Agnes Ebner geb. Pömer (unterer Teil) sowie für Cristina Ebner (oberer Teil) in der Sebalduskirche
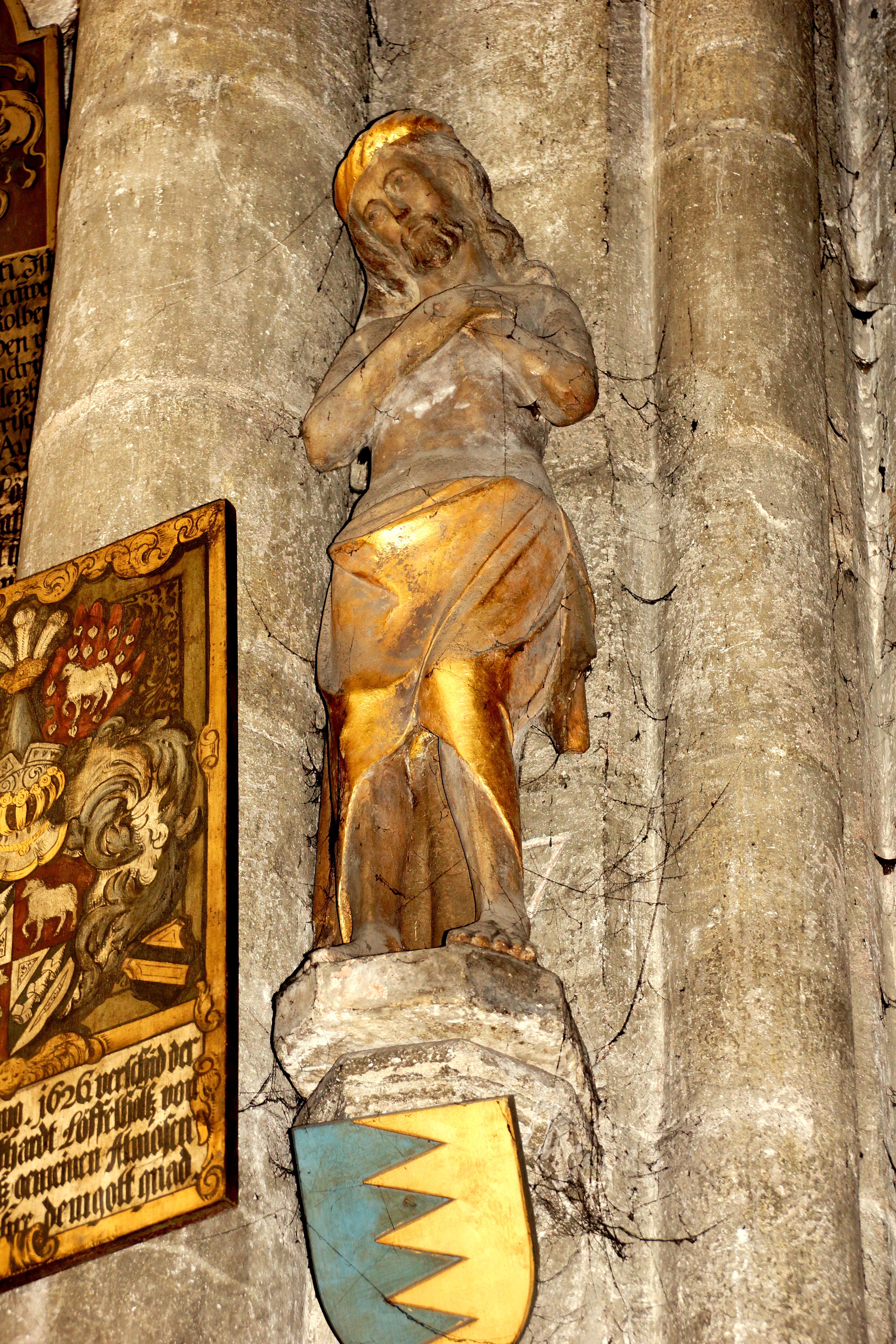
Schmerzensmann mit Stifterwappen in der Sebalduskirche
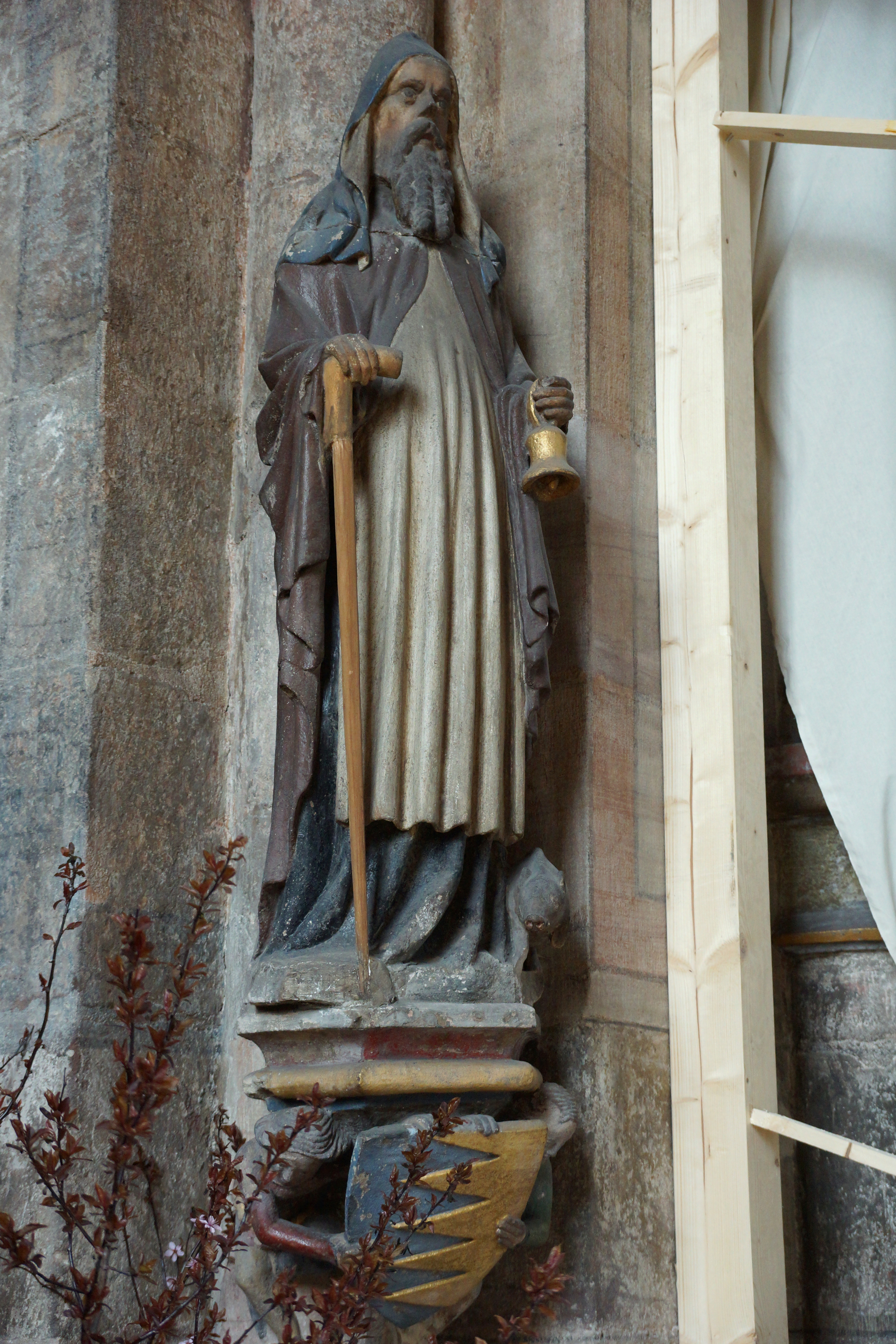
Statue mit Stifterwappen, Sebalduskirche
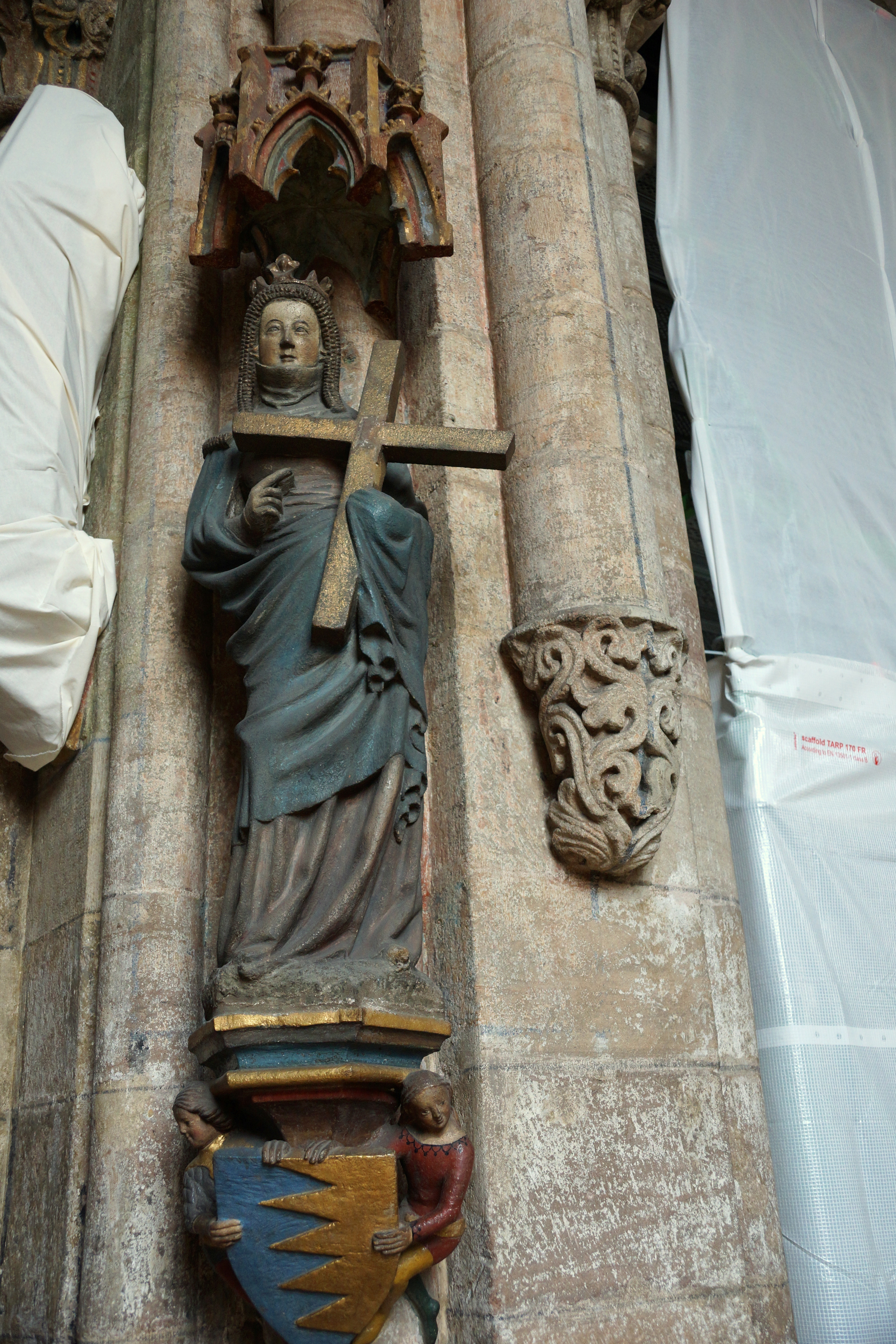
Statue mit Stifterwappen, Sebalduskirche

## Wappen
Von Blau und Gold neunmal von oben nach unten gespitzt, von jeder Farbe viereinhalb Spitzen sichtbar.

## Bekannte Familienmitglieder
- Christine Ebner (1277–1356), Mystikerin im Kloster Engelthal.
- Hieronymus Ebner (1477–1532), Vorderster Losunger, einflussreichstes Ratsmitglied Nürnbergs zur Zeit der Reformation
- Erasmus Ebner (1511–1577), Diplomat, Gelehrter und Staatsmann.
- Hieronymus Wilhelm Ebner von Eschenbach (1673–1752), Diplomat, Historiker, Gelehrter, Förderer der Aufklärung, Begründer einer Privatbibliothek, der Bibliotheca Ebneriana[12][13][14]

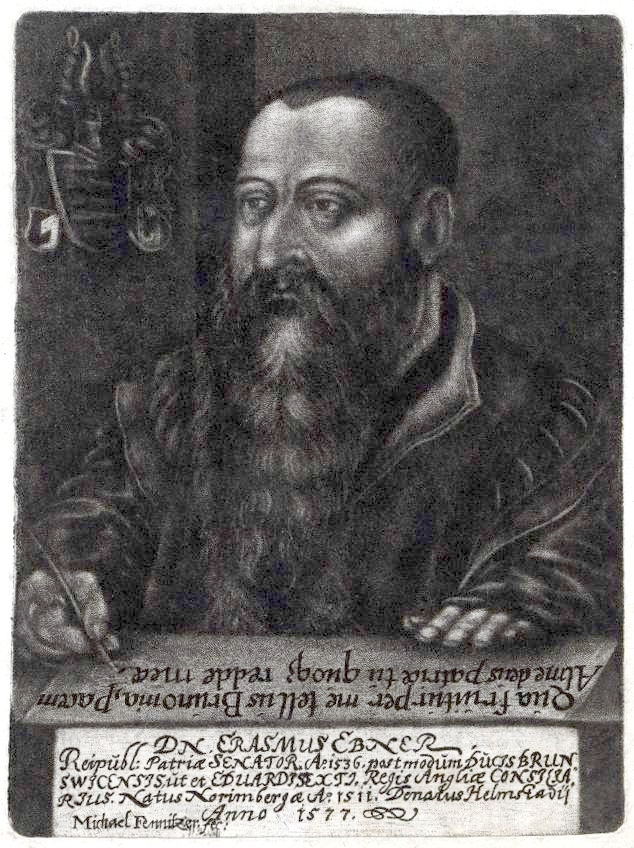
Erasmus Ebner (1511–1577), führender Nürnberger Diplomat in der Reformationszeit
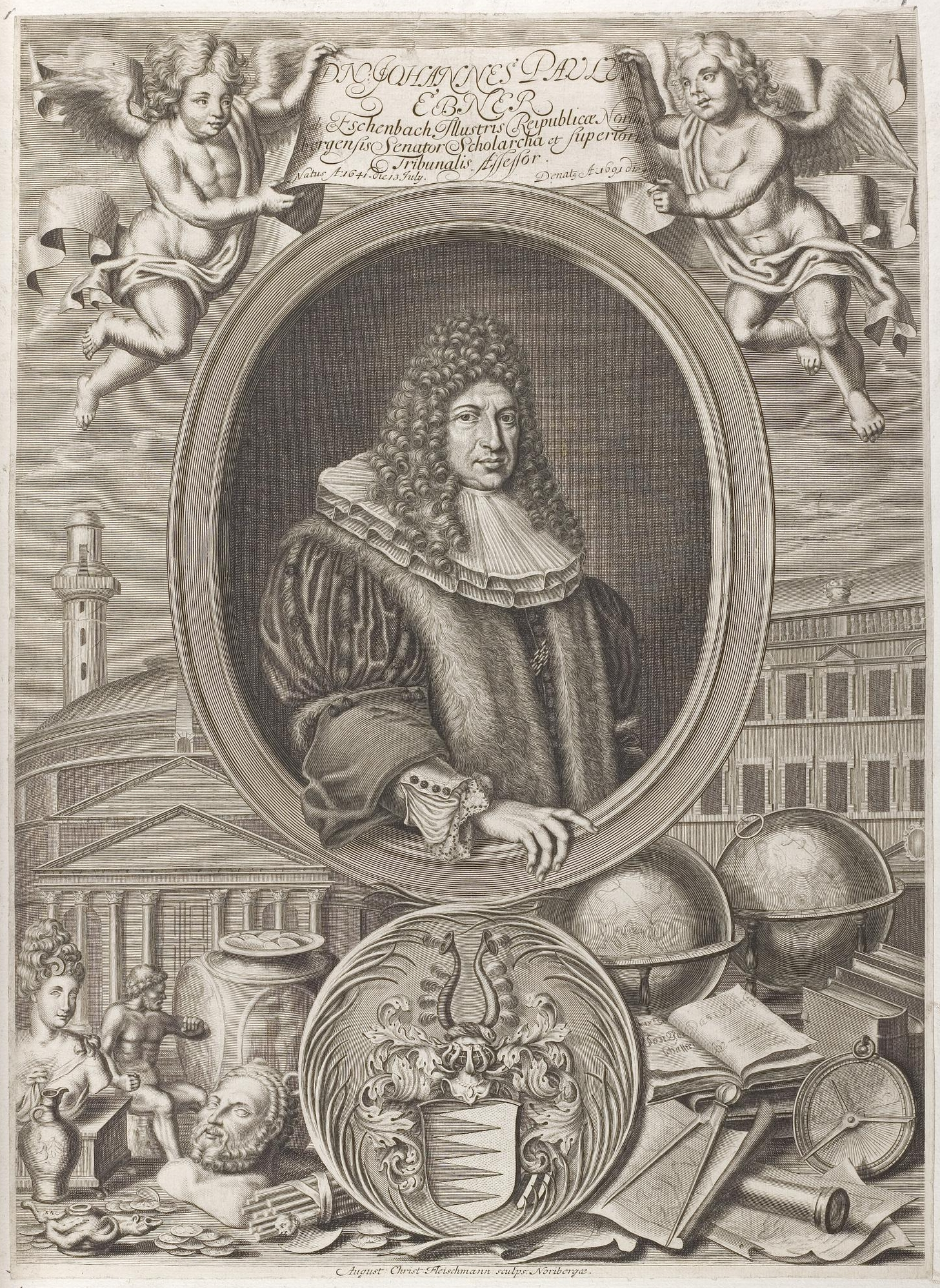
Johann Paul Ebner von Eschenbach (1641–1691), Richter, Allmos-Pfleger, Kurator der Universität Altdorf
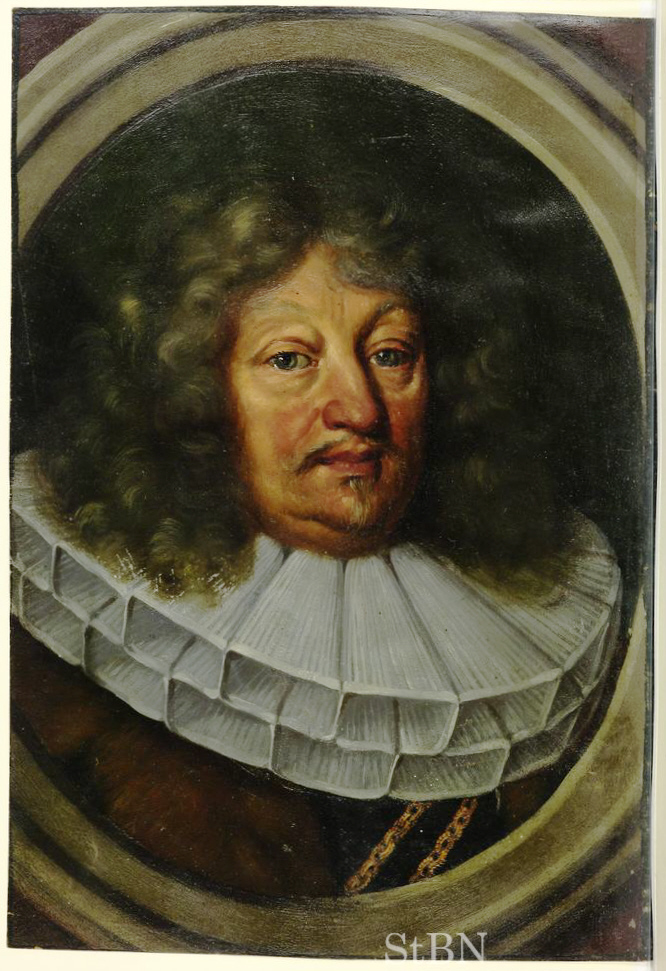
Jobst Wilhelm Ebner von Eschenbach, Pfleger der Landauerschen Zwölfbrüderstiftung (1677)
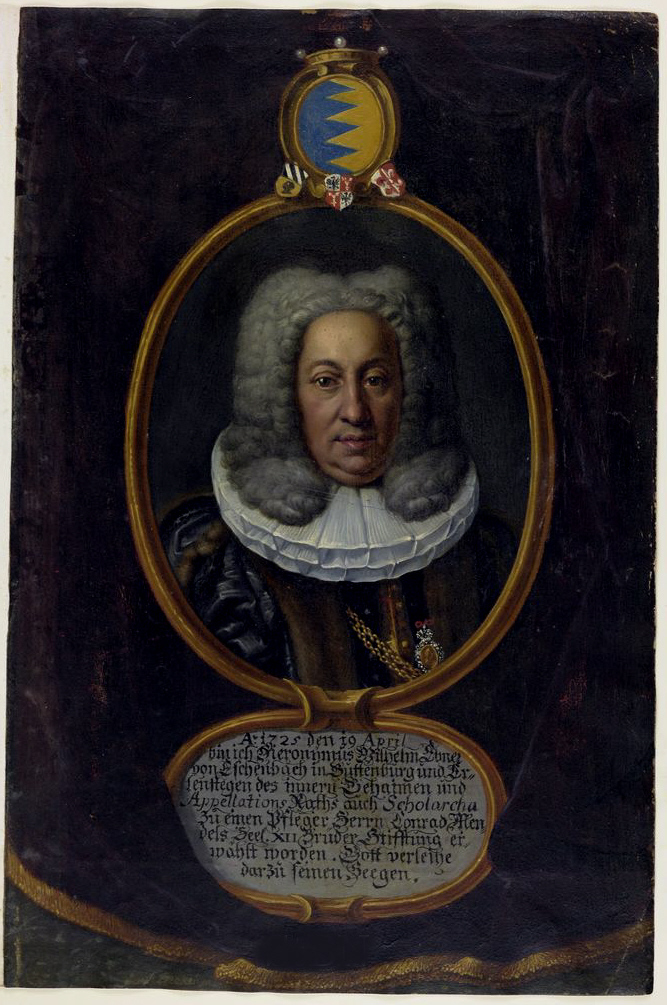
Hieronymus Wilhelm Ebner von Eschenbach, Pfleger der Mendelschen Zwölfbrüderstiftung (1725)
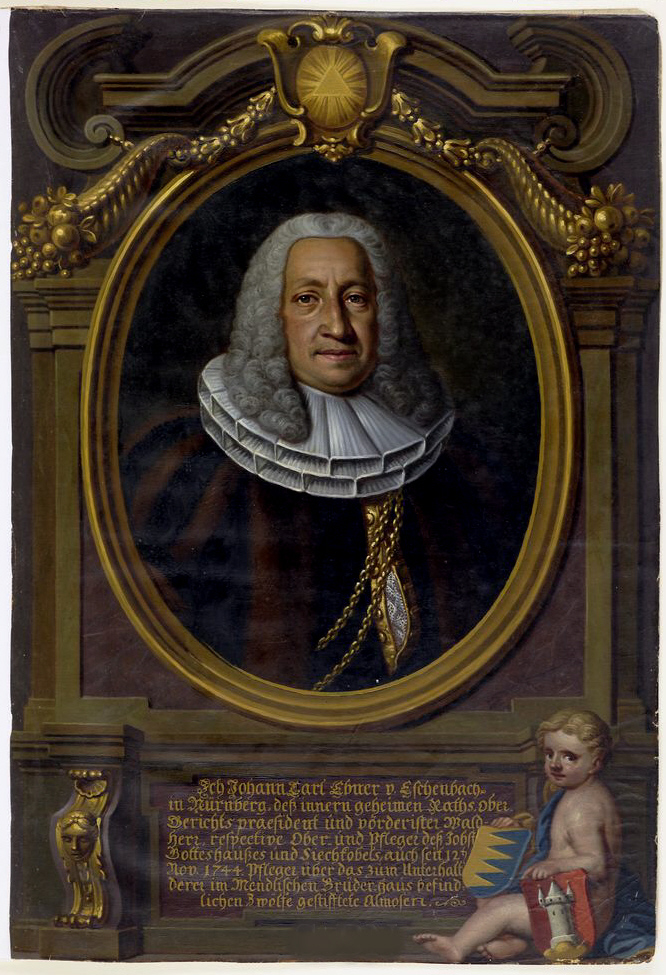
Johann Carl Ebner von Eschenbach, Pfleger der Mendelschen Zwölfbrüderstiftung (1744)
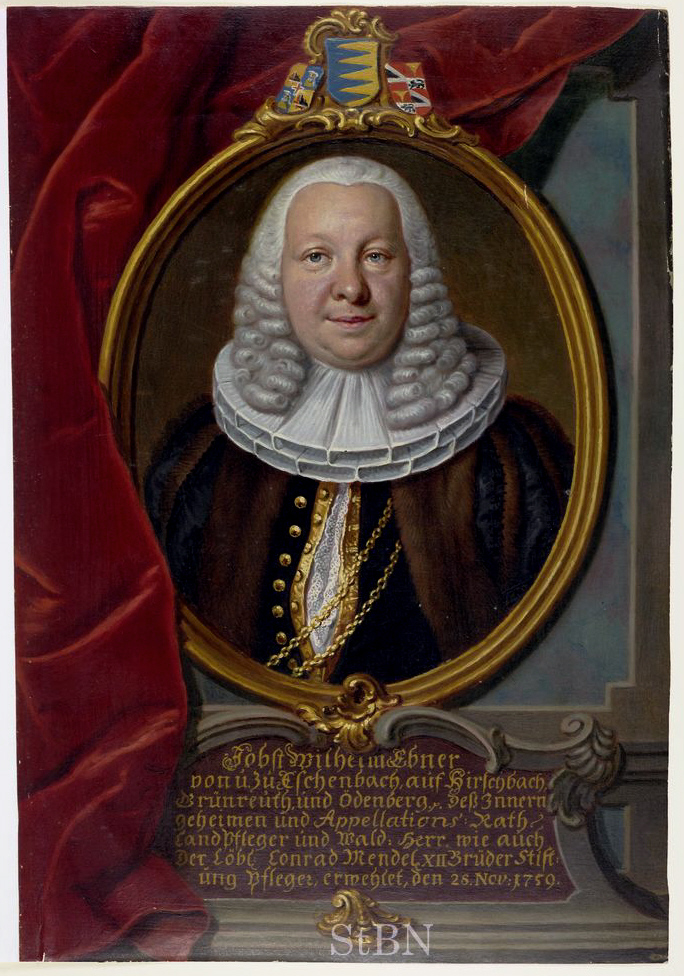
Jobst Wilhelm Ebner von Eschenbach, Pfleger der Mendelschen Zwölfbrüderstiftung (1759)
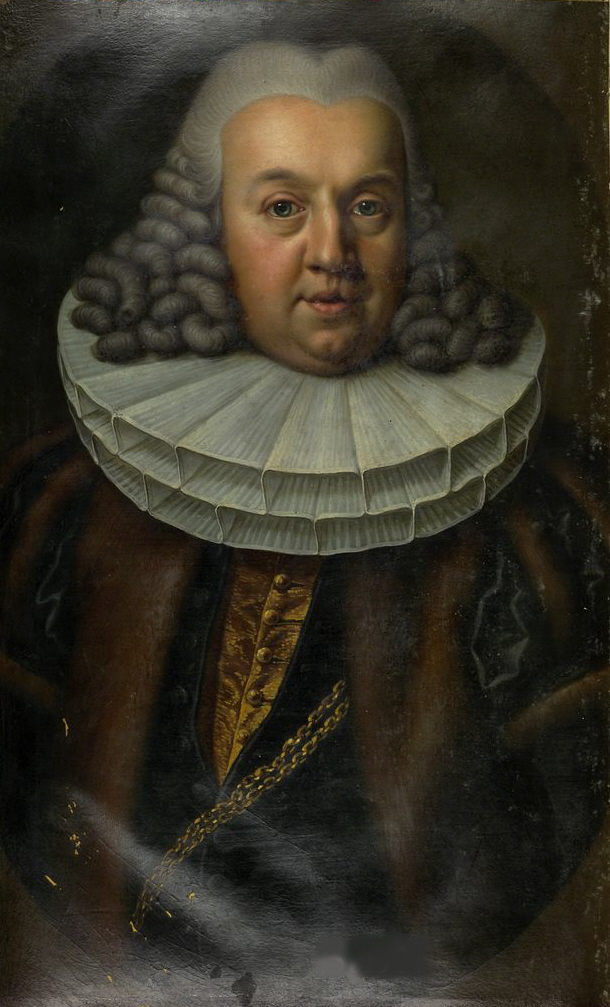
Carl Wilhelm Ebner von und zu Eschenbach, Pfleger der Landauerschen Zwölfbrüderstiftung (1776)

## Andere
- Marie von Ebner-Eschenbach (1830–1916), Schriftstellerin, deren Mann Moritz von Ebner-Eschenbach der Sohn des Wenzel von Ebner war und der 1796 den Zusatz von Eschenbach verliehen bekam. Beide Familien Ebner von Eschenbach haben keine Berührungspunkte[15]